# Seksuele voorkeur
Seksuele voorkeur is een algemene term voor seksuele belevingen, neigingen, verlangens, fantasieën of uitingen. De voorkeuren kunnen betrekking hebben op  bepaalde seksuele handelingen, partners of objecten. De term seksuele voorkeur wordt meestal gebruikt als de voorkeuren of neigingen als afwijkend van de norm worden beschouwd.
In de jaren 80 van de twintigste eeuw was de term 'seksuele voorkeur' vooral populair in links-georiënteerde homo-organisaties, die de term '(homo)seksuele geaardheid' of 'homofiele geaardheid' (toen vooral in christelijke kringen gebruikt die homo-erotische gevoelens tolereerden, maar homoseksuele handelingen afkeurden) scherp afkeurden. In internationale contacten bleek echter dat in Latijns-Amerika rechts-christelijke organisaties met de term 'seksuele voorkeur' hetzelfde beoogden: die hadden zich de term toegeëigend en stelden dat iemand met een voorkeur voor spinazie ook best spruitjes kon eten, met andere woorden dat mensen met een homoseksuele voorkeur daar helemaal niet naar hoefden te leven. Sindsdien wordt, mede door de internationalisering van de beweging, de term 'seksuele gerichtheid' (in het Engels 'sexual orientation') veel gebruikt, soms gecombineerd met het begrip genderidentiteit. Zo spreekt de onafhankelijke deskundige van de Verenigde Naties over sexual orientation and gender identity.

## Algemeen
Voorkeuren zijn te verdelen in
- niet-pathologische, onschadelijke, gezonde seksuele voorkeuren
- pathologische, pathologisch gestoorde seksuele voorkeuren

In het laatste geval wordt er gesproken van parafilieën. Hierbij richt de seksualiteit zich op levenloze objecten,  pijn, vernedering of seks met wilsonbekwame personen, zoals kinderen, waarbij dit tot significant lijden leidt bij de persoon of het slachtoffer.
De seksuele voorkeur verschilt van en is een aanvulling op de seksuele geaardheid waaronder het voorkeursgeslacht van de partner wordt verstaan. Seksuele voorkeur en seksuele geaardheid zijn twee onafhankelijke dimensies; of iemand van BDSM houdt, staat los van of diegene hetero-, homo- of biseksueel is. Iemands seksuele verlangens en gedragingen kenmerken zich door een combinatie van (1) de seksuele voorkeur(en) en (2) de seksuele geaardheid. Recentelijk is ook een poging gedaan de leeftijdsvoorkeur als een derde dimensie te definiëren.

## Normering
De definitie van welk seksueel gedrag "normaal" is en wat gestoord, wordt volgens Haeberle (1985) door middel van de volgende sociale instituties bepaald:
- Religieuze gemeenschappen en sekten: een indeling in "natuurlijk" en "tegennatuurlijk" of "moreel" en "immoreel" seksueel gedrag
- Rechtssysteem: indeling in "legaal" en "illegaal" seksueel gedrag
- Wetenschap (psychiatrie en psychologie): indeling in "gezond" en "ziek" seksueel gedrag

De grenslijn tussen "gezonde", verantwoorde seksuele voorkeuren en gedragingen aan de ene kant, en psychische stoornissen en afwijkingen aan de andere kant is afhankelijk van de historische en sociale veranderingen en wetenschappelijk onderzoek. Deze factoren zijn ook van invloed op de classificatiesystemen voor psychische stoornissen en aandoeningen, de DSM en de ICD.

## Geschiedenis
Vanaf de middeleeuwen zag de Rooms-Katholieke Kerk alle seksuele handelingen die niet gericht waren op voortplanting als een zonde. Seksualiteit buiten heteroseksuele relaties en het huwelijk was eveneens zondig. In de 19e eeuw werd masturbatie door de psychiatrie als een ziekte geclassificeerd. Een van de grondleggers van de Amerikaanse psychiatrie, Benjamin Rush stelde masturbatie verantwoordelijk voor krankzinnigheid, spinale tuberculose, een slecht gezichtsvermogen, epilepsie en andere ziekten. Samen met de beschouwing van de Rooms-Katholieke Kerk van masturbatie als een zonde, veroorzaakte dit wijdverbreide gevoelens van schuld. Er werden bredere lijsten van seksuele afwijkingen ontwikkeld; het bekendste voorbeeld is het werk Psychopathia sexualis van de Weense psychiater Krafft-Ebing (1886). In weerwil van kritiek van Magnus Hirschfeld (1899) en Sigmund Freud (1905) kwam het tot een visie waarbij homoseksualiteit als pathologisch werd gezien.
Volgens de Kinsey-Rapporten (1948, 1953) was masturbatie geen ziekte of persoonlijkheidsprobleem, en homoseksualiteit werd in 1973 afgevoerd van de lijst van seksuele afwijkingen. Tegenwoordig worden masturbatie en homoseksualiteit niet meer gezien als seksuele voorkeuren; dit zijn binnen de seksuologie voorbeelden van de verandering in de beoordeling van seksuele neigingen en gedragingen.
De pejoratieve termen perversie  en aberratie worden tegenwoordig niet meer gebruikt. In plaats daarvan wordt het meer neutrale psychiatrische concept parafilie gehanteerd. Wetenschappers als Haeberle wijzen erop dat de term parafilie een schaal inhoudt van gezonde tot ongezonde seksualiteit. Tegenwoordig worden in de seksuologie alle seksuele handelingen die met onderlinge toestemming en zonder dwang, uitbuiting of exploitatie worden uitgevoerd, als gezond beschouwd.

## Frequentie van seksuele voorkeuren
Het Kinsey rapport toonde als een van de eerste studies aan dat van de normen afwijkende seksuele voorkeuren, fantasieën en gedrag veel voorkomen. In een follow-up studie met 94 mannen naar seksuele fantasieën werd bijvoorbeeld gerapporteerd dat 61% van de mannen fantaseerden dat zij jonge meisjes verleidden en 33% had verkrachtingsfantasieën.
De vraag naar het feitelijke gedrag was een studie onder zestig studenten. Van de respondenten had 65% niet-standaard seksueel gedrag vertoond, 42% had aan voyeurisme gedaan, 35% meldde stiekem tegen iemand aan te hebben gewreven (frotteurisme) en 3% rapporteerde seksuele contacten met meisjes onder de twaalf jaar te hebben gehad (pedofilie).
Volgens een literatuuronderzoek in 2008 hadden tussen de 31% en 57% van de vrouwen verkrachtingsfantasieën. Verkrachtingsfantasieën zijn paradoxaal, omdat onduidelijk is waarom een persoon een erotische en aangename fantasie heeft over een activiteit die in het echte leven, in ieder geval voor het slachtoffer, traumatisch is.

## Vormen van seksuele voorkeuren
- algolagnie - seksueel genot beleven aan pijn
- bdsm - zie sadomasochisme
- bestialiteit - seks met dieren
- bondage - seksuele stimulering door middel van vastbinden of overgeleverd zijn aan de ander door bewegingsbeperking
- coprolagnie - seksueel genot beleven met (menselijke) uitwerpselen (poepseks)
- efebofilie - seksuele voorkeur van volwassenen voor pubers vanaf 12 jaar
- exhibitionisme - het zichzelf graag naakt vertonen (onder meer potloodventen)
- seksueel fetisjisme - seksueel genot beleven aan bepaalde voorwerpen of situaties
- frotteurisme - seksueel genot beleven aan het heimelijk aanraken van anderen
- gerontofilie - seksuele aantrekking tot ouderen
- infantilisme - seksueel genot beleven aan het als volwassene spelen van een (jong) kind (ageplay)
- masochisme - het genieten van het ondergaan van vernedering en pijn
- necrofilie - seksuele aantrekking tot en handelingen met een overleden persoon
- niet-penetratieve seks - seks zonder feitelijke geslachtsgemeenschap
- pedofilie - seksuele aantrekking tot kinderen die nog niet geslachtsrijp zijn
- promiscuïteit - veel wisselende seksuele contacten
- publieke seks - seks in de openbare ruimte
- sadisme - het pijnigen en vernederen van de seksuele partner
- sadomasochisme - seksuele uitingen waar macht, vernedering en/of pijn een belangrijke rol spelen
- saliromanie - seksueel genot beleven aan vies, zoals braaksel, uitwerpselen enzovoorts (ook coprolagnie, urolagnie)
- sapioseksualiteit - genot beleven aan de intelligentie van andere personen
- satyriasis - overmatige geslachtsdrift van de man (synoniem is satyromanie, of als het op vrouwen gericht is, gynaecomanie)
- travestie - zichzelf kleden als iemand van de andere sekse
- urolagnie - seksueel genot beleven met urine (plasseks)
- voedsel-erotiek - erotiek en seks met etens- en drinkwaren
- voyeurisme - het kijken naar seksuele handelingen van anderen
- wurgseks - seksueel genot door het laten dichtknijpen van de keel